# Gmina Skórzec
Die Gmina Skórzec ist eine Landgemeinde im Powiat Siedlecki der Woiwodschaft Masowien in Polen. Ihr Sitz ist das gleichnamige Dorf mit etwa 1000 Einwohnern.

## Gliederung
Zur Landgemeinde Skórzec gehören 23 Ortschaften mit einem Schulzenamt:
Boroszków
Czerniejew
Dąbrówka-Niwka
Dąbrówka-Ług
Dąbrówka-Stany
Dąbrówka-Wyłazy I
Dąbrówka-Wyłazy II
Dobrzanów
Drupia
Gołąbek
Grala-Dąbrowizna
Kłódzie
Nowaki
Ozorów
Skarżyn
Skórzec
Stara Dąbrówka
Teodorów
Trzciniec
Wólka Kobyla
Żebrak
Żelków I
Żelków II
Ein weiterer Ort der Gemeinde ist Pieńki.